# جواد اسحاقیان
جواد اسحاقیان (زادهٔ ۱۳۲۷ در سبزوار) منتقد ادبی، مدرس دانشگاه، و پژوهشگر ادبیات داستانی معاصر ایران است. او مدرک کارشناسی‌اش را در ادبیات فارسی از دانشگاه فردوسی مشهد و مدرک کارشناسی ارشدش را از پژوهشکدهٔ فرهنگ ایران (دانشگاه علامه طباطبایی کنونی) گرفته‌است. او سابقهٔ تدریس در دانشگاه‌های آزاد بیرجند، پیام‌نور و فردوسی مشهد را دارد.
فعالیت حرفه‌ای او به سه بخش تقسیم می‌شود. دورهٔ اول در اوج جوانی با نگارش کوششی برای ارزیابی اندیشه‌های گوگول و ترجمهٔ نامه‌هایی از شیلی همراه بود. دورهٔ دوم پس از انقلاب با انتشار کلیدر، رمان عشق و حماسه، سایه‌های روشن در داستان‌های جلال آل‌احمد، درنگی بر سرگردانی‌های شهرزاد پسامدرن، راهی به هزارتوی رمان‌نو، از خشم و هیاهو تا سمفونی مردگان و... همراه بود. دورهٔ سوم با انتشار مجموعهٔ داستان‌شناخت ایران مرتبط است که به نقد و بررسی نویسندگان ایرانی در چندین جلد می‌پردازد.